# Idroscalo (Mailand)
Der Idroscalo ist ein künstlicher See in Mailand, der 1930 als Landeplatz für Wasserflugzeuge eröffnet wurde, aber vor allem als Naherholungsgebiet sowie als Regattastrecke für Kanu- und Rudersport verwendet wird.

## Geschichte
Die Bauarbeiten am Idroscalo begannen im Jahr 1928. Die Eröffnung als Landeplatzes erfolgte am 28. Oktober 1930. Als abzusehen war, dass sich Wasserflugzeuge gegenüber konventionellen Flugzeugen nicht durchsetzen würden, wurde der Flughafen Mailand-Linate am Westufer des Idroscalo von 1933 bis 1937 errichtet.
Die erste Ruderveranstaltung wurde im Jahr 1934 auf dem Idroscalo abgehalten.
Nach der Einstellung des Flugbetriebes für Wasserflugzeuge entwickelte sich der Idroscalo zum Naherholungsgebiet der Stadt Mailand. Eine entsprechende Infrastruktur hat sich um den See angesiedelt, darunter der Freizeitpark Europark Idroscalo Milano.
Der Idroscalo war Drehort von Schlüsselszenen der Filme Chronik einer Liebe von Michelangelo Antonioni (1950) sowie Rocco und seine Brüder von Luchino Visconti (1960).

## Eigenschaften
Für Kanuwettbewerbe stehen neun Bahnen mit 1000 m Länge zur Verfügung. Eine abgetrennte Bahn fürs Aufwärmen existiert nicht und muss mit Bojen kenntlich gemacht werden.
Die überdachte Haupttribüne im Zielbereich verfügt über eine Kapazität von 900 Sitzplätzen. Darüber hinaus stehen auch nicht überdachte Plätze direkt am Ufer zur Verfügung.

## Veranstaltungen
- Ruder-Europameisterschaften 1938
- Ruder-Europameisterschaften 1950
- Junioren-Weltmeisterschaften im Rudern 1972
- Junioren-Weltmeisterschaften im Rudern 1988
- Ruder-Weltmeisterschaften 1988
- Kanurennsport-Weltmeisterschaften 1999
- Ruder-Weltmeisterschaften 2003
- Kanu-Drachenbootweltmeisterschaft  2012
- Kanurennsport-Weltmeisterschaften 2015

## Galerie

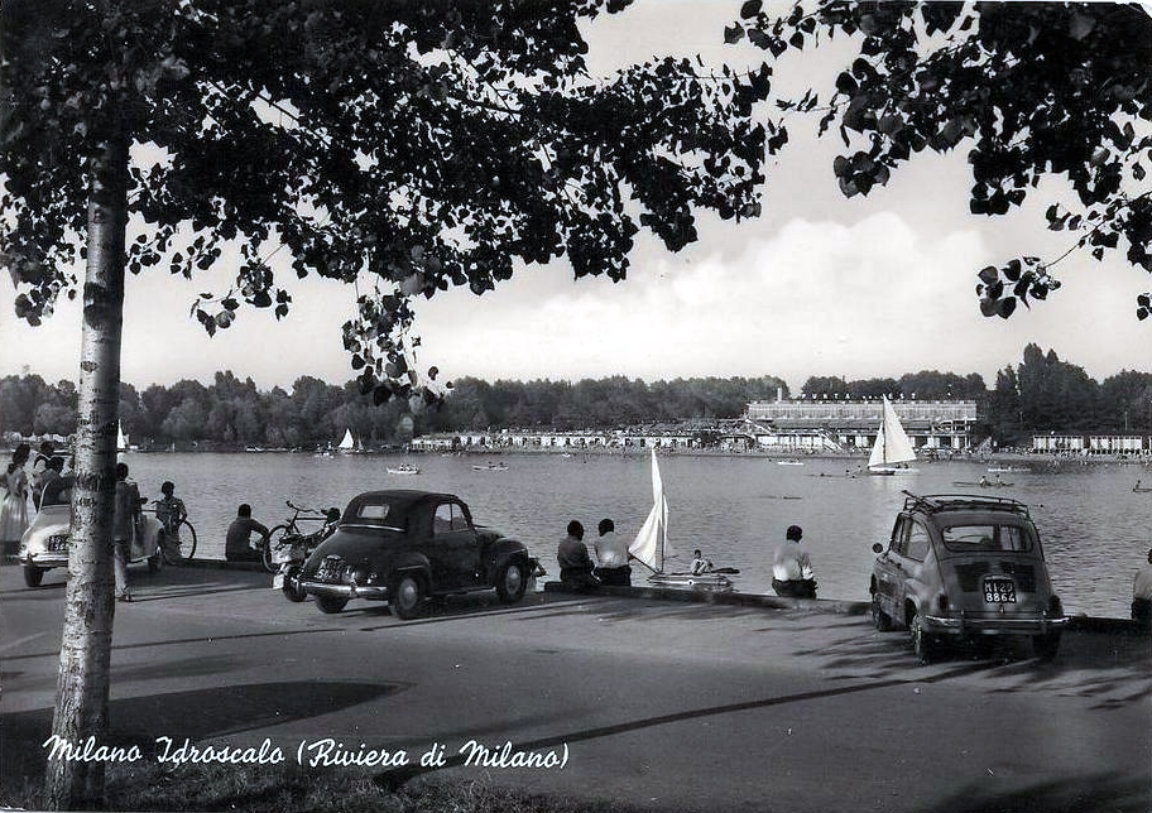
Historische Aufnahme des Idroscalo
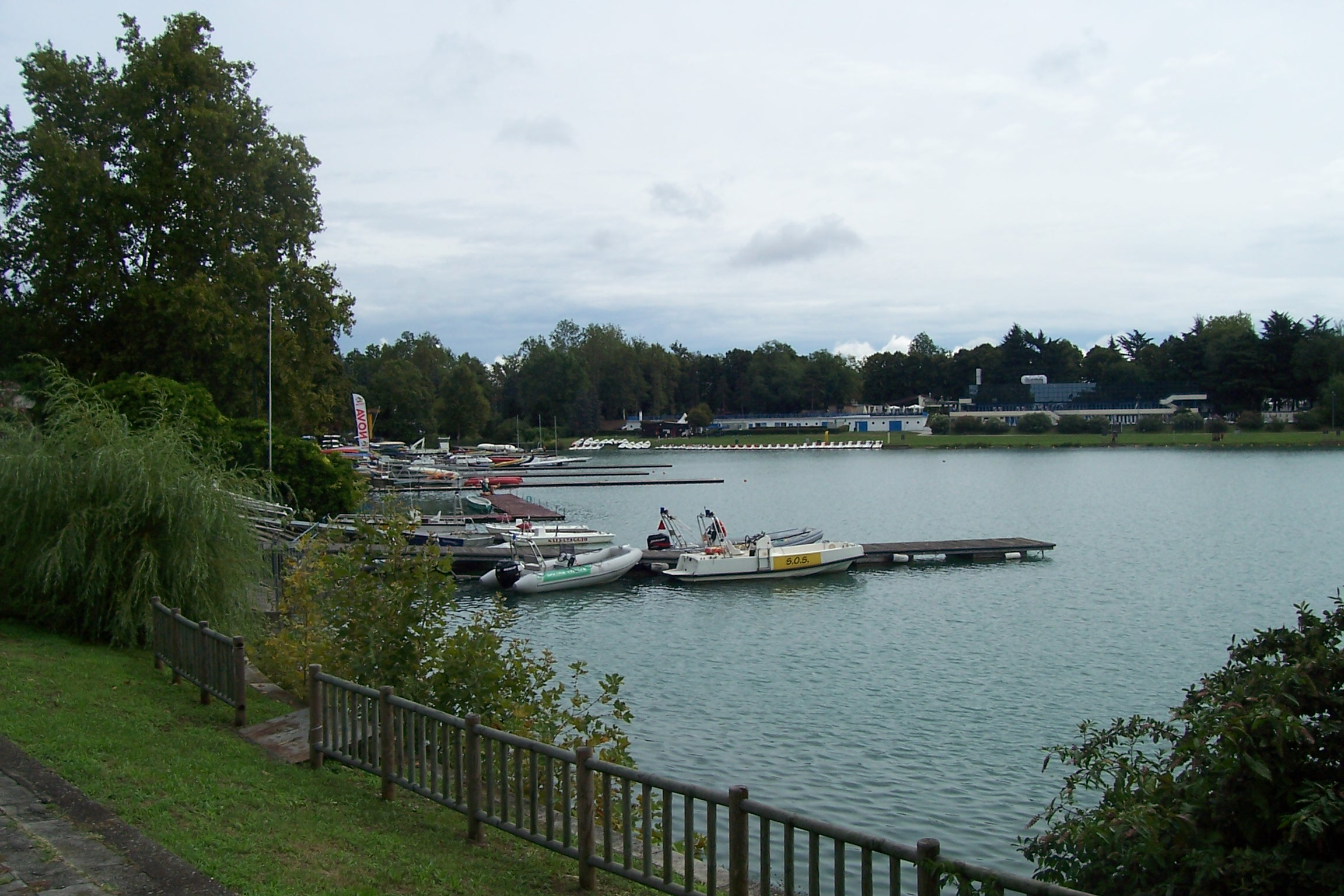
Nordufer des Idroscalo
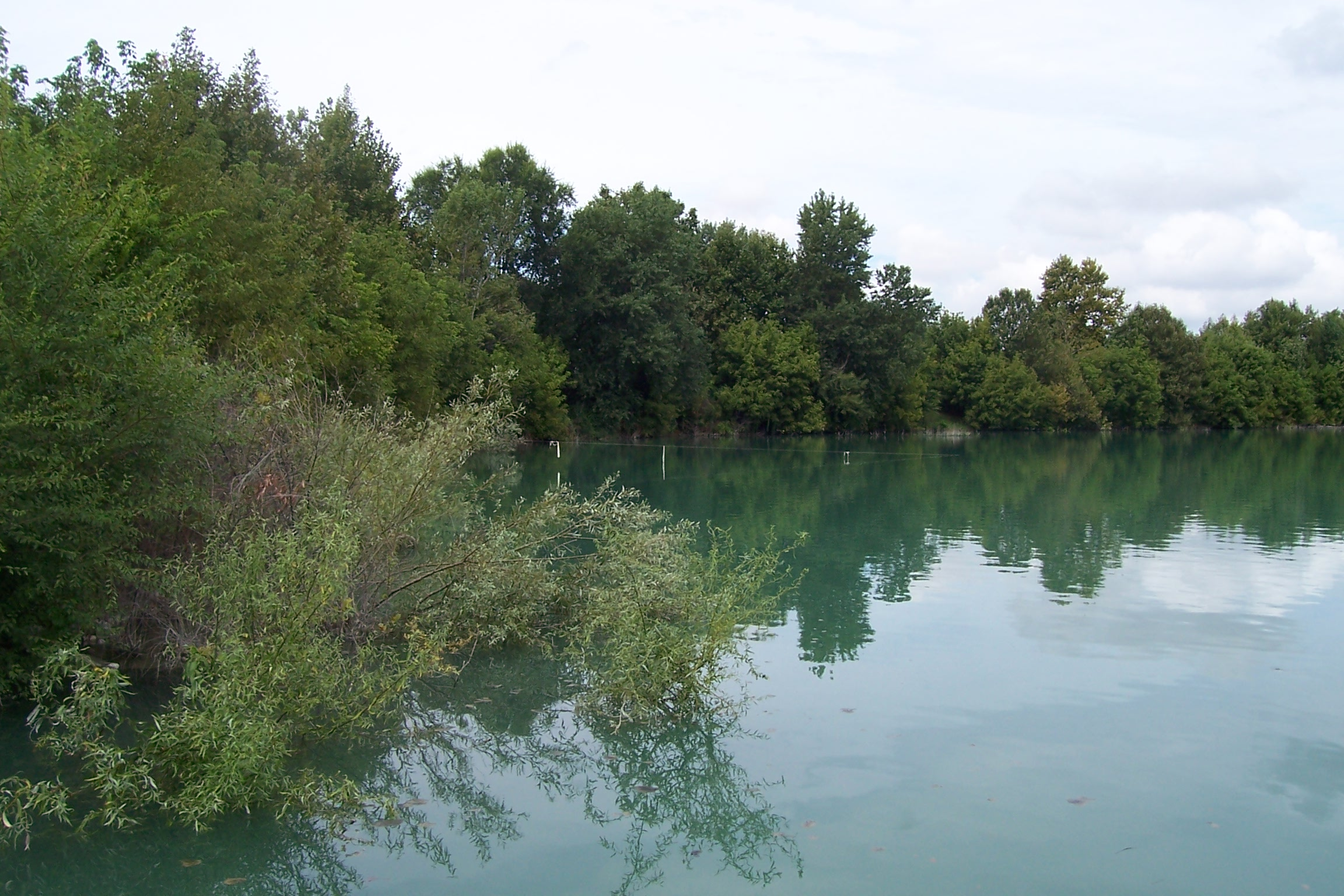
Bäume am Südufer des Idroscalo
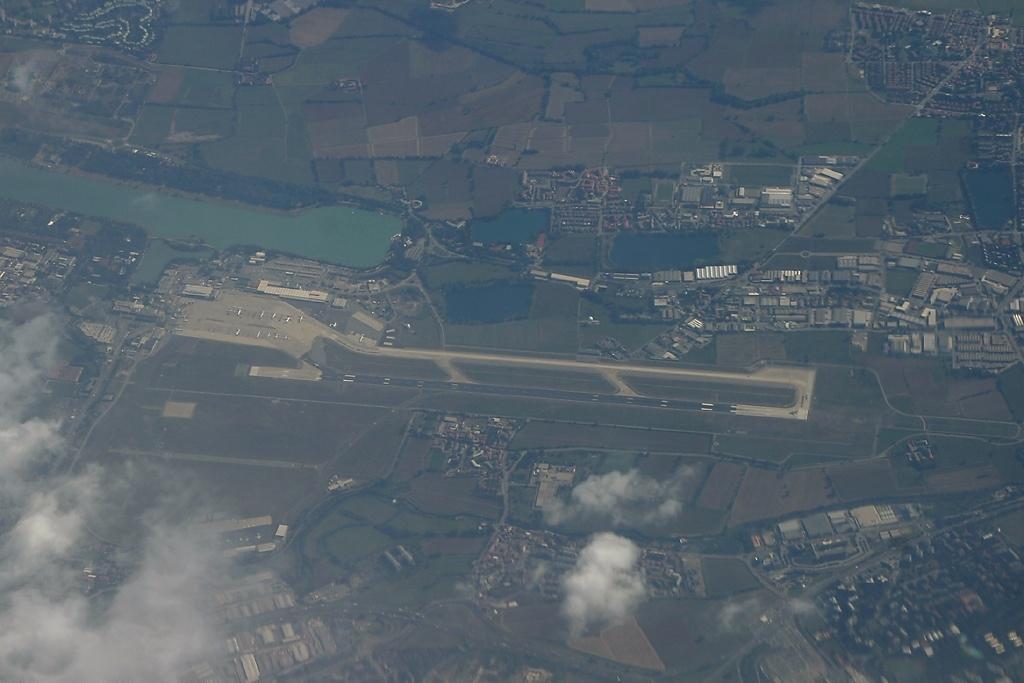
Idroscalo und Flughafen Mailand-Linate